# Plymouth (Észak-Karolina)
Plymouth település az Amerikai Egyesült Államok Észak-Karolina államában, Washington megyében, melynek megyeszékhelye is. Lakosainak száma 3320 fő (2020. április 1.).

## Népesség
A település népességének változása:

| 2010 | 3 878 |
| 2020 | 3 320 |